# Leptoschendyla paucipes
Leptoschendyla paucipes är en mångfotingart som beskrevs av Carl Graf Attems 1953. Leptoschendyla paucipes ingår i släktet Leptoschendyla och familjen småjordkrypare.
Artens utbredningsområde är Vietnam. Inga underarter finns listade i Catalogue of Life.